# Graphomya aurantioventris
Graphomya aurantioventris är en tvåvingeart som beskrevs av John Richard Vockeroth 1972. Graphomya aurantioventris ingår i släktet Graphomya och familjen husflugor. Inga underarter finns listade i Catalogue of Life.